# 朱敏慧
朱敏慧（1943年—），汉族，中华人民共和国政治人物、第十一届全国政协委员。
加入中国共产党，担任中国科学院电子学研究所原所长。2008年，当选第十一届全国政协委员，代表科学技术界，分入第三十组。